# Marie Bonaparte

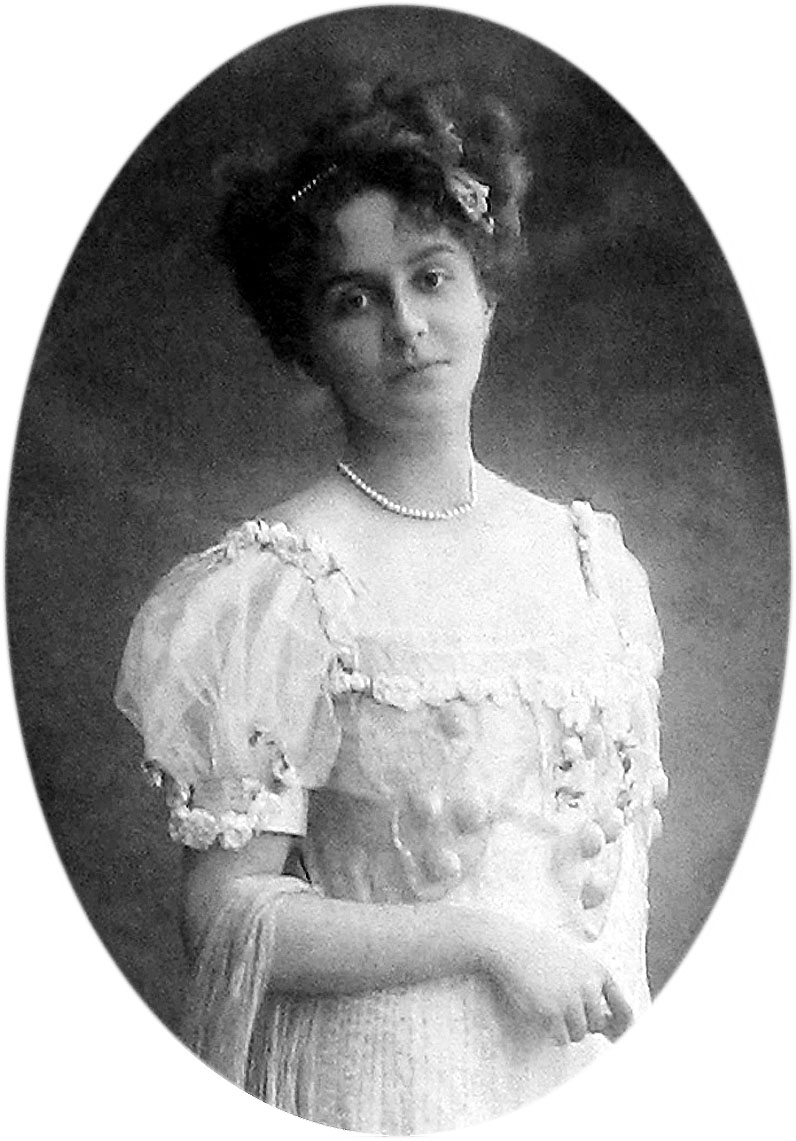
Marie Bonaparte

Marie prinses Bonaparte (Saint-Cloud, 2 juli 1882 – Gassin, 21 september 1962) was een Franse psychoanalytica.

## Leven
Ze werd geboren als dochter van Roland Bonaparte (zoon van Pierre Napoleon Bonaparte) en de welgestelde Marie-Félix Blanc (1859-1882), dochter van de oprichter van het casino van Monaco. Haar moeder stierf kort na de bevalling, waarna ze op liefdeloze wijze door haar vader en diens moeder werd opgevoed. Ze droomde van een opleiding als arts maar haar vader verbood haar dit. Op 21 september 1907 trad ze in het huwelijk met George van Griekenland, zoon van koning George I van Griekenland. Uit dit huwelijk kwamen twee kinderen voort: Peter (1908-1980) en Eugénie (1910-1989).
In 1914 kocht ze het kasteel van Blain, dat een ruïne was. Ze liet het restaureren en verbleef er tijdens de Eerste Wereldoorlog. In die tijd had ze een verhouding met de Franse politicus Aristide Briand.
Geplaagd door geestelijke problemen nam zij in 1925 op advies van René Laforgue contact op met Sigmund Freud, met wie zij voor de rest van zijn leven bevriend was. Na haar terugkeer in Parijs (1926) besloot zij zich aan de psychoanalyse te wijden. Ze participeerde in de oprichting van de Société psychanalytique de Paris en de Revue française de psychanalyse en vertaalde werken van Freud. Voorts schreef ze studies over Edgar Allan Poe, de drifttheorie en de vrouwelijke seksualiteit. In de jaren vijftig verzette ze zich tegen de opgeld doende theorieën van Jacques Lacan.
Bonaparte was bevriend met de Nederlandse psycho-analytica Jeanne Lampl-de Groot en haar man, en kende ook leden van de Nederlandse koninklijke familie (haar kleindochter Tatiana prinses Radziwill (1939) was samen met prinses Irene een van de bruidsmeisjes bij het huwelijk van Juan Carlos I van Spanje). In 1946 sprak zij in Amsterdam voor Nederlandse psychoanalytici.
Ze overleed op 80-jarige leeftijd.

## Publicaties (o.a.)
- Guerres militaires et guerres sociales (1920)
- Edgar Poe: étude psychanalytique (1933)
- Introduction à la théorie des instincts (1934)
- Essais de psychanalyse (1950)
- De la sexualité de la femme (1951)
- Monologues devant la vie et la mort (1951)
- Psychanalyse et biologie (1952)
- Du rôle de quelques penseurs juifs dans l'évolution humaine (1953)
- A la mémoire des disparus. 2 delen (1958)

## In fictie
- Princesse Marie (film)

- Bibsys: 7008411
- Biblioteca Nacional de Chile: 000057344
- Bibliothèque nationale de France: cb118927108 (data)
- Catàleg d'autoritats de noms i títols de Catalunya: 981058511197506706
- CiNii: DA00601656
- Gemeinsame Normdatei: 118904167
- International Standard Name Identifier: 0000 0001 2131 7865
- Library of Congress Control Number: n82055045
- Nationale Bibliotheek van Letland: 000199471
- Bibliotheek van het Japanse parlement: 00433786
- Nationale Bibliotheek van Tsjechië: skuk0001769
- Nationale bibliotheek van Australië: 35020087
- Nationale Bibliotheek van Israël: 987007306584405171
- Nationale Bibliotheek van Polen: a0000001135095
- Nationale en Universitaire bibliotheek Zagreb: 000192371
- Nederlandse Thesaurus van Auteursnamen: 069698325
- Réseau des bibliothèques de Suisse occidentale: 02-A003022164
- LIBRIS: 300291
- Système universitaire de documentation: 026737078
- Trove: 794355
- Virtual International Authority File: 49221909
- WorldCat: E39PBJwht8mjg7BDqTRFTFhT73